# Schloss Felling

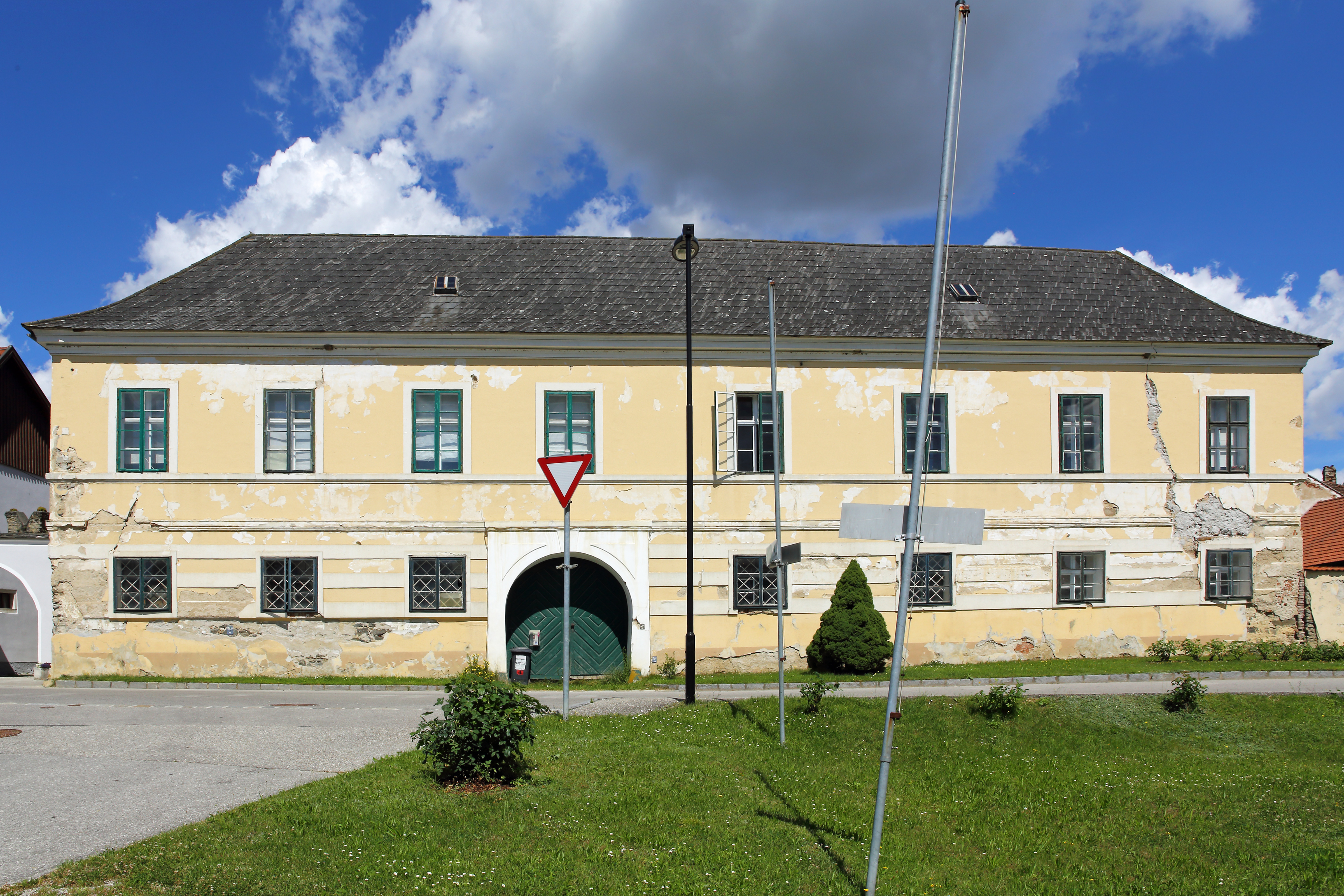
Schloss Felling

Das Schloss Felling ist ein Schloss in Felling südwestlich von Gföhl in Niederösterreich.
Das heute als „Landschlösschen“ bezeichnete Gebäude war ursprünglich ein mittelalterlicher Gutshof. Seit dem 13. Jahrhundert scheinen die Hohensteiner als Inhaber dieses Hofes auf. Nach mehreren Besitzerwechseln und dem zunehmenden Verfall der Burg übernahm schließlich der Gutshof die Funktion des Herrschaftszentrums. Im Jahr 1699 erwarb Johann Christoph Freiherr von Gudenus (1632–1705) den Besitz. Im ausgehenden 20. Jahrhundert wurde das Schloss als Rosenschloss vermarktet.